# L'illazione
L'illazione è un film per la televisione diretto nel 1972 da Lelio Luttazzi e trasmesso per la prima volta nel 2011, che vede come protagonisti lo stesso Luttazzi, Mario Valdemarin, Alessandro Sperlì e Anna Saia, allora sua compagna.

## Trama
Il giudice Calò, trascinato dalla moglie che amerebbe vivere in campagna, si reca alle porte di Roma per vedere un terreno in vendita. Decio, il proprietario del terreno, e la sua compagna Paola invitano per l'occasione il giudice e la moglie a unirsi alla cena che hanno organizzato con una coppia di amici, Lorenzo e Monica, nella loro casa di campagna attigua al terreno; i sei finiscono così per trascorrere tutta la notte in salotto, accanto al caminetto, tra giochi di società, bicchieri di vino, e dischi jazz. Lorenzo, medico, è caduto in una profonda depressione a causa delle lettere anonime che lo accusano di avere ucciso con l'eutanasia il figlio neonato deforme.
Decio è deciso ad aiutare l'amico e chiede quindi consiglio al giudice, sottoponendogli la vicenda. Il magistrato, forse per deformazione professionale o forse per cinismo, imbastisce a sorpresa una specie di pacato ma crudele gioco processuale in cui le vittime si trasformano in immaginari colpevoli e in cui tutti sono costretti a calarsi, tra il sogno e la visione, in una serie di flashback che ricostruiscono le supposizioni di reato.

## Produzione
Nel giugno del 1970, proprio mentre era all'apice del successo, la vita di Lelio Luttazzi era stata stravolta: in seguito all'intercettazione di una telefonata venne infatti arrestato, insieme a Walter Chiari, con l'accusa di detenzione e spaccio di stupefacenti.
L'artista rimase in carcere per 27 giorni, salvo poi essere completamente scagionato dall'accusa il 22 gennaio 1971. Si trattò di un errore giudiziario, per Luttazzi un'esperienza devastante dalla quale non si riprese più. L'ispirazione per il film Detenuto in attesa di giudizio venne ad Alberto Sordi quando lesse il libro Operazione Montecristo scritto in carcere da Lelio Luttazzi.

## Distribuzione e trasmissione
Il 30 ottobre 2011 il Festival Internazionale del Film di Roma ha reso omaggio a Lelio Luttazzi con la presentazione e la proiezione, in prima mondiale, del film. La pellicola, sino ad allora inedita, è stata restaurata per l'occasione. Nel medesimo giorno Rai 5 ha trasmesso L'illazione in televisione per la prima volta, facendo precedere il film dal documentario di Pupi Avati Il giovanotto matto – Lelio Luttazzi.